# Chuyên chính vô sản

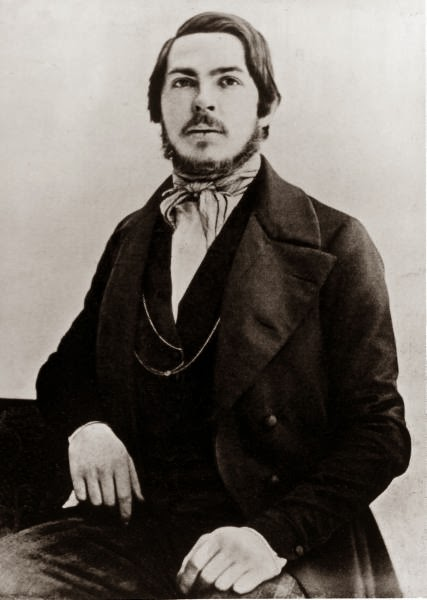
Chuyên chính vô sản, một lý thuyết cốt lõi trong lý luận về nhà nước và pháp luật của Marx được F. Engels phát triển

Chuyên chính vô sản hay nền chuyên chính vô sản là một lý thuyết của chủ nghĩa Marx là một bộ phận quan trọng của chủ nghĩa cộng sản khoa học theo đó chuyên chính vô sản là việc giai cấp công nhân nắm quyền lực nhà nước và sử dụng quyền lực nhà nước trấn áp giai cấp tư sản để tiến hành xây dựng một xã hội không giai cấp. Đây là sự thống trị về chính trị của giai cấp công nhân với chức năng thực hiện dân chủ đối với nhân dân, tổ chức xây dựng và bảo vệ chế độ mới, chuyên chính với những phần tử thù địch, chống lại nhân dân. Chuyên chính vô sản được những người cộng sản cho là một trong những tư tưởng đặc sắc và trọng yếu nhất của chủ nghĩa Marx về vấn đề Nhà nước, là đỉnh cao của vai trò cách mạng của giai cấp vô sản trong lịch sử và là sự phát triển của Lý luận về Nhà nước mà Karl Marx đề ra và được những người kế thừa tư tưởng của ông phát triển.